# Microsoft OneDrive
Microsoft OneDrive（マイクロソフト ワンドライブ）とは、マイクロソフトが提供するオンラインストレージ。Windows Live の一つとして提供され、基本無料である。旧称 Microsoft SkyDrive（マイクロソフト スカイドライブ）。Dropboxなどと競合するサービスであるが、近年はWindowsとの統合を強めすぎたため、個人情報の流出や意図しないファイルの消滅などの問題の原因となっている。

## 機能
- 利用するには、Microsoft アカウント（旧Windows Live ID）が必要である。
- 1アカウントあたり、無償で15GB（2016年より5GB）利用できる[注 1]。
- 1ファイルあたり、10GBまでアップロードできる。（2014年9月以前は1ファイル2GBまでだった[2]）
- あらゆる種類のファイルをアップロードできる。
EXEフォーマットのファイルはダウンロード時に警告を表示する。
- ファイルを複数選択してダウンロードすると、自動的にZIP形式に圧縮される[3]。
- OSに依存せずウェブブラウザだけでも利用できる。
- JPEGなどの画像をローカルに保存しなくてもスライドショーなどで表示できる。
- 画像のアップロード時に自動的にサイズを横2048ピクセルに変更する機能がデフォルトで有効になっている（サイズ変更するとオリジナルのファイルはアップロードされない）[注 2][要出典]。
- ファイルの内容はマイクロソフトによって検閲（後述のOneDrive for Businessは除く）されており、ポルノグラフィや著作権を侵害した違法なファイルなどをアップロードすると、公開、非公開にかかわらずアカウントが一時的もしくは永久に停止される。Googleのサービスでは児童ポルノ関連ですでに逮捕者も出ているが、マイクロソフトのサービスでは現時点では実例は確認されていない。どのようなものが禁止されているかは、マイクロソフトの倫理規定のページに書かれている[4]。

ファイルの保護機能
Microsoft アカウントによる個人の認証、SSLを使ったファイルの転送、個人用・共有・パブリックの3つのレベルによるファイルの保護ができる。
他のMicrosoftサービスとの連携
Microsoft Office のオンライン共有ドキュメント編集が可能。他にOutlook.com等との連携も可能。
一年間OneDriveを使用しない（メールやBingなどマイクロソフトのほかのサービスにログインしていてもOneDriveを使っていることにはならないので注意）とアカウントが凍結され、その後ファイルが削除される。

### クライアントアプリケーション
ウェブブラウザでの利用について、2010年5月以前はInternet Explorer (IE) のActiveXを利用したアップロードツール（IEのプラグインで、6個以上のファイルの同時アップロード、ドラッグアンドドロップが可能になる）を提供していたが、2010年6月以降はツールの配布が停止され、Microsoft Silverlightにより同等以上の機能を提供している。
2011年12月にはiOS・Windows Phone 7向けの公式アプリがリリースされた。
2012年4月にWindows Vista・7・8およびMac OS X用のデスクトップアプリケーション（プレビュー版）がリリースされた。1ファイルあたりの容量制限の緩和や、Windows版ではフォルダの自動同期機能が利用できる。
2012年8月28日、Android向けの公式アプリがリリースされた。
2012年10月26日に提供が開始されたWindows 8およびWindows RTは、WindowsストアのSkyDrive アプリが利用できる。
このほか、サードパーティー製の非公式クライアントアプリケーションがWindowsやAndroid、Linux向けにリリースされている。

## 沿革
コードネーム「SkyDrive」として開発され、2007年6月、「Windows Live Folders」の名称で米国の一部ユーザーにテスト公開される。当初1アカウントあたり容量500MB。
2007年8月、「Windows Live SkyDrive」へ改称と共に1GBへ拡大され、イギリス・インドでサービスを開始する。
2008年2月、β版から正式版へ移行し容量5GBへ拡大、日本を含む38ヶ国でサービスを開始する。
2008年12月、アップデートにより容量25GBへ拡大される。
2011年6月、HTML5を用いたインターフェースにリニューアルされるが、アップロードには依然Silverlightを用いる。
2012年4月、最大容量100GBを追加する有料プラン導入に伴い、無料プランは7GBへ縮小される。それ以前に利用容量が7GBを超えるヘビーユーザーはわずか0.06%である。
2012年8月、Windows 8リリース、Windows Liveブランドが廃止、名称も「Microsoft SkyDrive」となる。
2013年7月31日、イギリスの衛星放送企業「BSkyB」と「SkyDrive」の商標権を巡った訴訟の件で和解が成立したと発表。
2013年9月、Windows 8.1にSkyDriveが統合される。Windows 8.1では、すべてのファイルが表示され、以前のように、除外するフォルダを指定することができなくなった。そのため、例えば仕事用パソコンで表示したくないプライベートなファイルを除外して同期するといったことはできなくなってしまった。
2014年1月27日、名称を「OneDrive」に変更する予定であることを表明した。同時に「OneDrive.com」を公開した。
2014年2月、OneDriveを開始し、3GB のカメラロールのボーナスも開始。
2014年7月17日、無償容量が7GBから15GBに増量された。同時に、各有料プランもそれぞれ値下げされた。無償で25GB使えていたユーザーは10GBのロイヤリティボーナスに置き換えられた。
2014年9月、カメラロールのキャンペーンを行い、追加で15GB無償で利用できるようになった。
2014年10月27日、Office 365の有償契約ユーザーの上限が1TBから無制限になった。
2015年7月 Windows 8と同様にWindows 10でもOneDriveはOSに統合された形で提供される。変更点としては、以前は同期を選択しない限り、ファイルは実際に使用するまでダウンロードされず、ドライブの容量を節約できたが、Windows 10からがすべてのフォルダでファイルの実体がダウンロードされるようになった。その一方で、改善された点は、同期するフォルダが選択できるようになった点である。
2016年1月、無償で利用できる容量を5GBに減らし、カメラロールの15GBボーナスも廃止し、Office 365の有償契約ユーザーの上限が1TBに戻る予定。カメラロールボーナス以外のボーナスは廃止しない。利用者の平均利用容量は5.4GBだが、容量オーバーしているユーザーは、通知し、書き込みを出来なくし、しばらく経過後データの削除を行う。

### 無償で利用できる容量の推移
- 2007年6月 - 0.5GB
- 2007年8月 - 1GB
- 2008年2月 - 5GB
- 2008年12月 - 25GB
- 2012年4月 - 7GB
- 2014年2月 - 7GB + 3GB (カメラロールのボーナス)
- 2014年7月 - 15GB + 3GB (カメラロールのボーナス)
- 2014年9月 - 15GB + 15GB (カメラロールのボーナスキャンペーン)
- 2016年1月 - 5GB

## OneDrive for Business
Microsoft Office 2013から搭載されたソフト。名前こそ「OneDrive」を名乗っているが、従来のOneDriveの上位版ではなく、Microsoft SharePoint上の共有ドキュメントライブラリをローカル フォルダーと同期するためのアプリケーションである。
Office 2007でGrooveとして登場し、2010でSharePoint Workspaceに名称変更されたものが、2013でこのような名前になった。
その他、マイクロソフトによる検閲がないことや、リビジョンごとの保存やSLA保証が導入されているなどビジネス向けに特化したものとなっている。